# Olešná (zámek)
Olešná je tvrz přestavěná na zámek ve stejnojmenné obci v okrese Rakovník. Založena byla na počátku šestnáctého století. Ještě v tomtéž století byla tvrz přestavěna na renesanční zámek a další přestavba proběhla na konci osmnáctého století v pozdně barokním slohu. Od první poloviny devatenáctého století byl zámek využíván pouze k hospodářským účelům. Od roku 1958 je chráněn jako kulturní památka.

## Historie
Prvním panským sídlem v Olešné byla tvrz, kterou si v roce 1507 nechal postavit Jiří Birka z Násilé (též Jiří z Ebersdorfu). Od jeho synů Jiříka a Václava ji před rokem 1529 (nebo v roce 1530) koupil Jan Šlovský ze Šlovic. Obchod potvrdil král Ferdinand I. Jan Šlovský panství roku 1548 rozšířil o Přílepy a později také o Svojetín, Veclov a další vesnice. Kromě toho přestavil tvrz v Olešné na renesanční zámek.
Panství po Janu Šlovském zdědili synové Jiří a Kryštof Šlovští ze Šlovic. Kryštof svého bratra přežil o deset let a majetek zdědil jeho syn Adam Šlovský, který se oženil s Kateřinou Rozálií z Renšperka a Držkovic. Adam zemřel bez potomků v roce 1616 a po vdově panství převzala Adamova sestra Lidmila provdaná za Adama Kaplíře ze Sulevic. Ta žila na zámku se svým druhým manželem Janem Bedřichem Cukrem z Tamfeldu až do roku 1631, kdy jej předala dceři Anně Kateřině. Anna Kateřina Olešnou vyměnila se svým manželem Kryštofem Jaroslavem Krakovským z Kolovrat za polovinu panství Šípy. Před manželovou smrtí v roce 1659 však získala Olešnou zpět a roku 1668 ji prodala hraběnce Anně Zuzaně Khunové z Lichtenberka, rozené z Meggau. Po ní se majitelkou stala Lidmila Cellerová. Její manžel Matěj Leopold z Rosenfeldu, hejtman rakovnického kraje, Olešnou vyměnil za Zduchovice s Janem Františkem z Kaiserštejna. Další majitelé se často střídali. Do dějin zámku se výrazněji zapsal až hrabě Jan Štěpán Meraviglia Grivelli, který ho nechal barokně přestavět.
Roku 1838 Olešnou koupil Karel Egon II. z Fürstenbergu, který zámek začal využívat jen k hospodářským účelům. Sloužil jako skladiště chmele nebo jako ubytovna zaměstnanců. Po roce 1918 zámek převzalo město Rakovník a po několik dalších majitelů. Po druhé světové válce byl zámecký areál upraven pro potřeby Strojní a traktorové stanice Rakovník. Po roce 1990 získali v restituci potomci původních majitelů. Roku 2013 se zchátralý zámek pokusili koupit manželé Zálešákovi a krátce ho zpřístupnili veřejnosti. Nepodařilo se jim zaplatit plnou prodejní cenu, v důsledku čehož se dostali do sporu s majiteli, a zámek byl znovu uzavřen.

## Stavební podoba
Zámek je jednopatrová trojkřídlá budova. Nádvorní průčelí středního křídla je zdůrazněno trojbokým štítem s hodinami, pod kterým se nachází balkon na kamenných krakorcích se znaky rodu Meravigliů. Pod balkonem je vchod do budovy. Ve vstupní hale začíná dvouramenné schodiště do prvního patra na pilířích s čabrakovými hlavicemi a s kuželkovým zábradlím. Ve stěnách nad schodištěm jsou výklenky pro sochy. V první patře severozápadního křídla se dochovala štuková výzdoba čtyř pokojů a ve východním křídle nástěnné malby zámku a dalších sídel Meravigliů.
Zámeckou budovu původně obklopoval rozsáhlý areál, jehož součástí byl francouzský park, zahrady, sady, ohrada pro výcvik koní a hospodářské budovy.